# Saint-Jean-Delnous
Saint-Jean-Delnous är en kommun i departementet Aveyron i regionen Occitanien i södra Frankrike. Kommunen ligger  i kantonen Réquista som ligger i arrondissementet Rodez. År 2022 hade Saint-Jean-Delnous 382 invånare.

## Befolkningsutveckling
Antalet invånare i kommunen Saint-Jean-Delnous
Referens: INSEE